# Barberêche

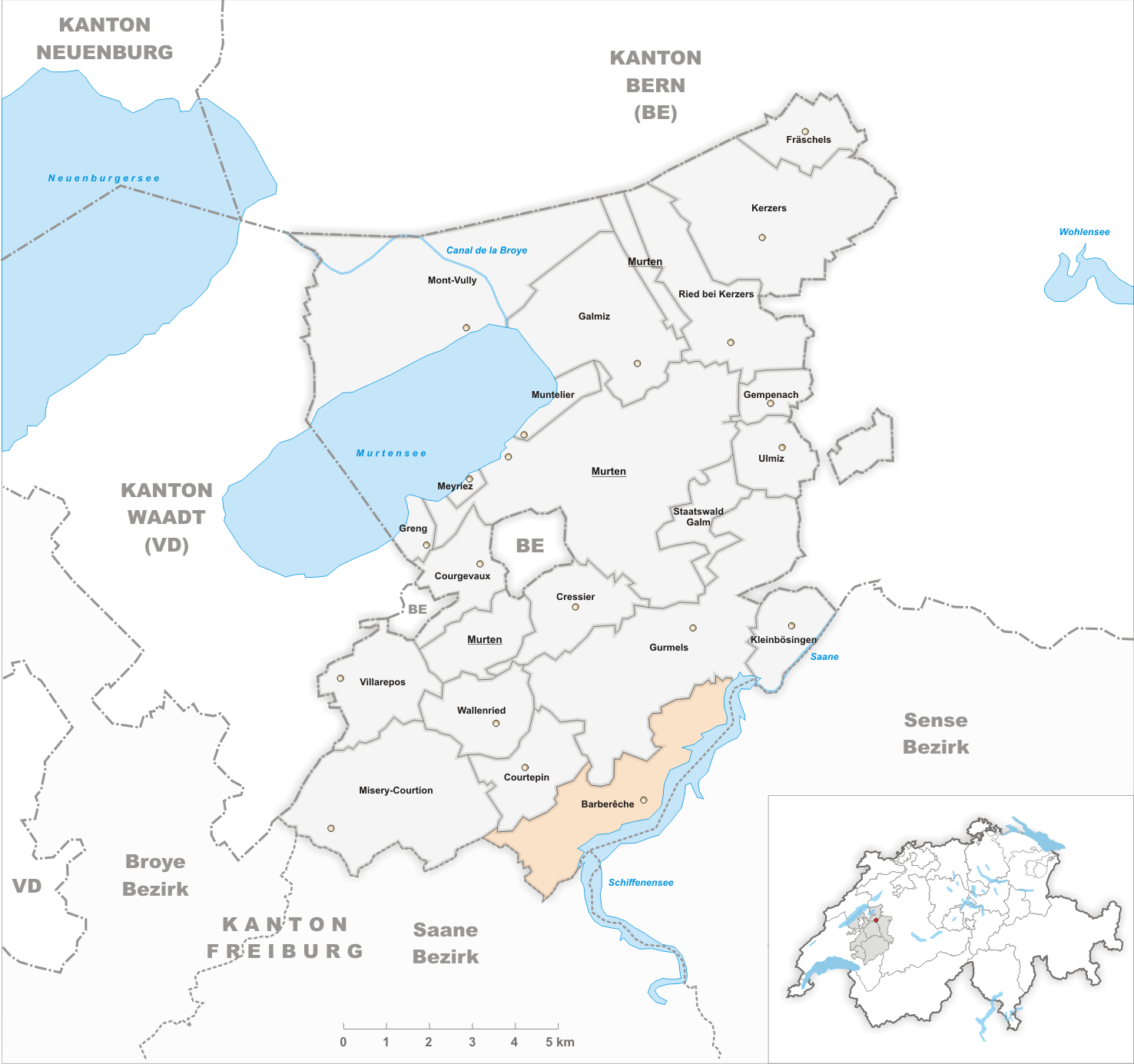
Gemeindestand vor der Fusion am 1. Januar 2017

Barberêche (Freiburger Patois Barberètseⓘ) ist eine Ortschaft in der freiburgischen Gemeinde Courtepin in der Schweiz. Das an der französisch/deutschen Sprachgrenze gelegene Dorf trägt den deutschen Namen Bärfischen. Bis Ende 2016 bildete es eine eigenständige politische Gemeinde, worauf es zusammen mit den damaligen Gemeinden Villarepos und Wallenried nach Courtepin eingemeindet wurde.

## Geographie
Barberêche liegt auf 568 m ü. M., 5,5 km nördlich der Kantonshauptstadt Freiburg (Luftlinie). Die Streusiedlungsgemeinde erstreckt sich an aussichtsreicher Lage auf einer Geländeterrasse nördlich des von der Saane durchflossenen Schiffenensees, am Fuss des Hügels des Grand Bois, im Freiburger Mittelland.
Die Fläche des 9,1 km² grossen Gemeindegebiets umfasst einen Abschnitt des Molassehügellandes im Freiburger Mittelland. Das langgestreckte aber schmale Gebiet wird im Südosten vom Schiffenensee begrenzt. Dieser Stausee weist fast auf der ganzen Länge des Gemeindebodens von Barberêche ein 20 bis 50 m hohes bewaldetes Steilufer auf, das teilweise von Sandsteinfelsen durchzogen ist. In den See münden mehrere kurze Erosionstälchen, deren unterster Bereich durch den Aufstau des Wassers überflutet wurde. Die Tälchen untergliedern die Geländeterrasse von Barberêche in verschiedene Plateaus, an die sich im Nordwesten die Molassehügel anschliessen.
Im äussersten Süden und Südwesten reicht die Gemeindefläche über das Tal von Courtepin bis zur flachen Einmündung des Baches Sonnaz in den Schiffenensee. Westlich davon reicht das Gebiet in den Bois de la Corbaz (bis 650 m ü. M.) und an den Waldrand des Bois de l’Hôpital (661 m ü. M.). Nach Nordosten erstreckt sich der Gemeindeboden über die Höhe von Breilles (mit 669 m ü. M. der höchste Punkt von Barberêche), den Wald von Bouley und den Grand Bois sowie das Bulliardholz (bis 660 m ü. M.) bis an den Fuss des Grossholzes bei Kleingurmels. Von der Gemeindefläche entfielen 1997 5 % auf Siedlungen, 21 % auf Wald und Gehölze, 60 % auf Landwirtschaft, und rund 14 % waren unproduktives Land (Seefläche).
Barberêche besteht aus mehreren Siedlungen, nämlich aus:
- dem eigentlichen Dorf Barberêche (568 m ü. M.)
- dem Dorf Pensier (dt.: Penzers), 583 m ü. M., über der Einmündung der Sonnaz in den Schiffenensee
- dem Weiler Hobel (dt.: Hubel), 657 m ü. M., auf der Höhe oberhalb von Pensier
- dem Weiler Villaret, 610 m ü. M., über dem Tal von Courtepin
- dem Weiler Breilles (dt.: Brigels), 640 m ü. M., am Rand des Bouley
- dem Weiler Petit-Vivy (dt.: Klein-Vivers), 587 m ü. M., auf der Terrasse über dem Schiffenensee östlich des Grand Bois
- dem Weiler Grand-Vivy (dt.: Gross-Vivers), 562 m ü. M., auf der Terrasse über dem Schiffenensee östlich des Bulliardholzes
- dem Weiler Grimoine (dt.: Courmoen), 561 m ü. M., auf der Terrasse über dem Schiffenensee südlich von Kleingurmels.

Nachbargemeinden von Barberêche waren La Sonnaz, Misery-Courtion, Courtepin, Gurmels und Düdingen.

## Bevölkerung
Mit 544 Einwohnern (Stand 31. Dezember 2016) gehörte Barberêche zu den kleineren Gemeinden des Kantons Freiburg. Den Siedlungsschwerpunkt bildet Pensier mit rund 250 Einwohnern, im Dorf Barberêche wohnen rund 100 Personen. Die Bevölkerungszahl von Barberêche belief sich 1850 auf 389 Einwohner, 1900 auf 507 Einwohner. Nach einem Höchststand 1960 mit 674 Einwohnern nahm die Bevölkerung bis 1980 durch starke Abwanderung um über 25 % auf 499 Personen ab. Seither wurde wieder eine leichte Bevölkerungszunahme verzeichnet.
Einwohnerzahlen: Volkszählungsdaten

## Sprachen
Von den Bewohnern sind 74,2 % französischsprachig, 21,8 % deutschsprachig, und 1,3 % sprechen Portugiesisch (Stand 2000). Die Bewohner der Gemeinde sprachen bis ins 15. Jahrhundert fast ausschliesslich Deutsch. Danach nahm der französischsprachige Anteil allmählich zu; im 18. sowie im 19. Jahrhundert war das Dorf zweisprachig. Seit etwa 1860 sind die Französischsprachigen in der Mehrheit.

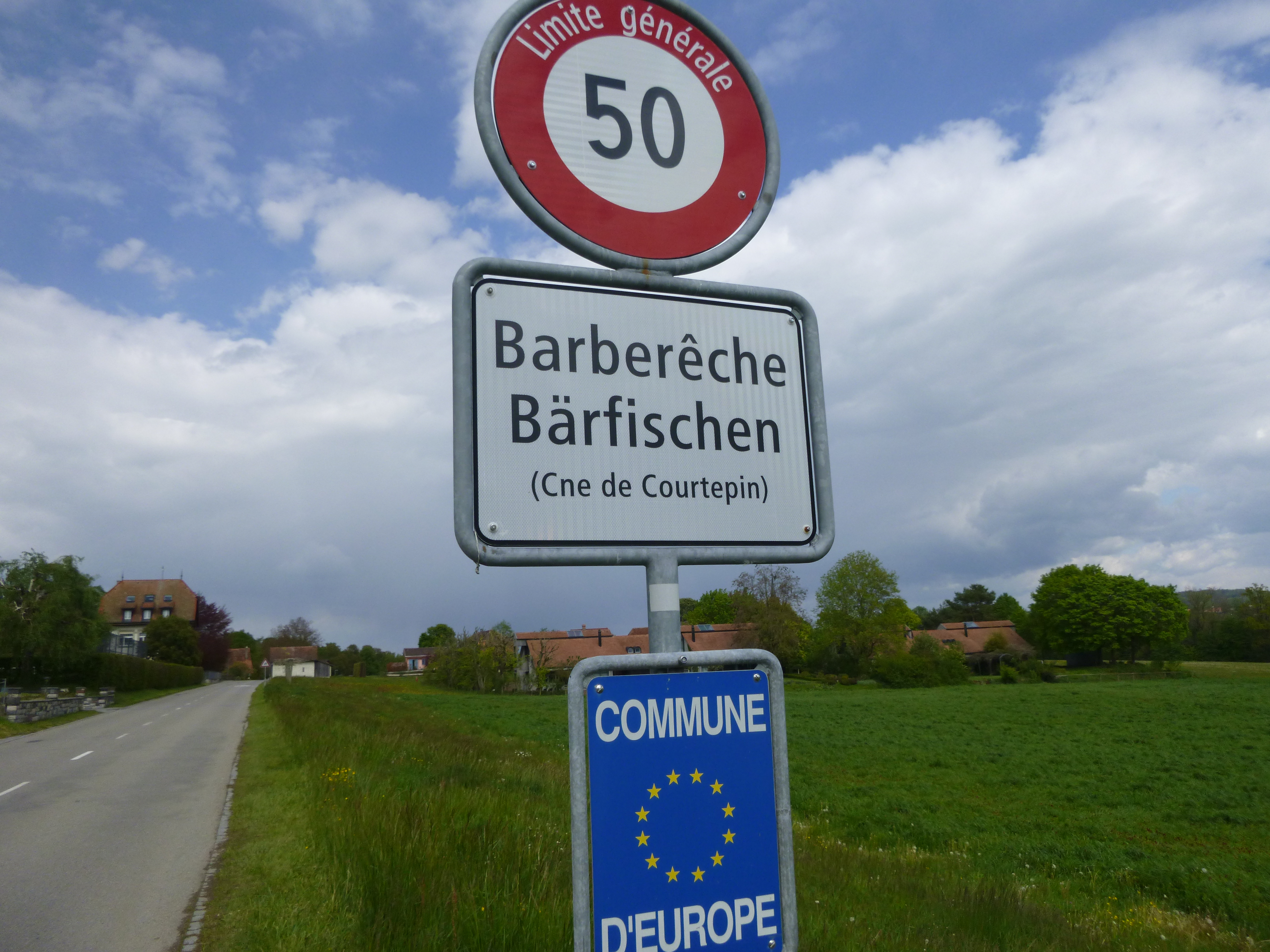
Zweisprachiges Schild am Ortseingang

## Wirtschaft
Barberêche war bis in die zweite Hälfte des 20. Jahrhunderts ein vorwiegend durch die Landwirtschaft geprägtes Dorf. Noch heute haben der Ackerbau, der Obstbau und die Viehzucht einen wichtigen Stellenwert in der Erwerbsstruktur der Bevölkerung. Weitere Arbeitsplätze sind im lokalen Kleingewerbe und im Dienstleistungssektor vorhanden. Bei Pensier gibt es ein Gewerbegebiet. Bis 1976 war Barberêche Standort eines Internats (Institut Saint-Dominique). In den letzten Jahrzehnten hat sich das Dorf auch zu einer Wohngemeinde entwickelt. Viele Erwerbstätige sind deshalb Wegpendler, die hauptsächlich in der Region Freiburg arbeiten.

## Verkehr
Die Gemeinde ist verkehrsmässig recht gut erschlossen, obwohl sie abseits der grösseren Durchgangsstrassen liegt. Der nächste Anschluss an die Autobahn A12 (Bern-Vevey) befindet sich rund 5 km vom Ortskern entfernt. Am 23. August 1898 wurde die Eisenbahnlinie von Freiburg nach Murten mit einem Bahnhof in Pensier eröffnet. Das Dorf Barberêche besitzt selbst keine Anbindung an das Netz des öffentlichen Verkehrs.

## Geschichte

Historisches Luftbild von Werner Friedli von 1964

Das Gemeindegebiet von Barberêche war schon sehr früh besiedelt, was durch den Fund von Gräbern aus der Hallstattzeit und von Fundamenten zweiter römischer Gutshöfe nachgewiesen werden konnte.
Die erste urkundliche Erwähnung des Ortes erfolgte 1154 unter dem Namen Barbereschi. Spätere Namenvarianten sind Barberesche (1173), Barbaresche (1180), Barbareschi (1182) und Barbarica (1423). Der Ortsname geht auf den lateinischen Geschlechtsnamen Barbar(i)us, erweitert um das Zugehörigkeitssuffix -iscu, -isca, zurück und bedeutet «dem Barbar(i)us gehörig». Der deutsche Name, der sich erstmals 1363 als Berverschen bezeugt findet, hat den gleichen Ursprung, doch ist die heutige Schreibung Bärfischen volksetymologisch umgedeutet.
Seit dem 12. Jahrhundert ist eine Adelsfamilie von Barberêche nachgewiesen. Die Herrschaft Barberêche unterstand zu Beginn den Herzögen von Zähringen, kam dann als Lehen an die Grafen von Thierstein, bevor es seit dem 15. Jahrhundert zahlreiche Besitzerwechsel gab. Im Jahr 1442 kam Barberêche zur Alten Landschaft Freiburg (Spitalpanner). Nach dem Zusammenbruch des Ancien Régime (1798) gehörte das Dorf während der Helvetik und der darauf folgenden Zeit zum Distrikt Freiburg und ab 1831 zum Deutschen Bezirk Freiburg, bevor es 1848 mit der neuen Kantonsverfassung in den Seebezirk eingegliedert wurde. Barberêche ist Sitz der Patrizierfamilie de Zurich.

## Sehenswürdigkeiten
Die Pfarrkirche Saint-Maurice geht im Kern auf das 11. Jahrhundert zurück. Sie wurde 1785–1786 vergrössert und im 19. Jahrhundert nochmals umgebaut und besitzt einen Chor mit halbrunder Apsis und Blendarkaden in frühmittelalterlicher Stilrichtung. Die Kirche birgt im Innern Wandmalereien aus dem 18. Jahrhundert, Holzschnitzereien und Wappenschilder (Glasmalereien). Das neben der Kirche stehende Pfarrhaus stammt von 1566.
Am Rand des Plateaus, direkt über dem Schiffenensee, erhebt sich das Schloss Barberêche. Es wurde 1522 bis 1528 wahrscheinlich an der Stelle eines älteren Befestigungsbauwerks unter Petermann de Praroman im spätgotischen Stil erbaut. Von 1839 bis 1844 wurden umfangreiche Umbauten vorgenommen, wobei das Schloss seine heutige Gestalt in Stilformen der Neugotik und des Neoklassizismus erhielt. Heute befindet sich das Schloss in Privatbesitz.
Ebenfalls über dem Steilufer des Schiffenensees steht nordöstlich von Barberêche das Schloss Petit-Vivy. Es gehört zu den ältesten erhaltenen Burgen der Region. Der heute noch erhaltene, mächtige viereckige Bergfried stammt aus der zweiten Hälfte des 13. Jahrhunderts und besitzt bis zu 3,5 m dicke Mauern. Um den Bergfried sind Reste der ehemaligen Ringmauern in der Form eines Dreiecks sichtbar. Die Wohngebäude wurden im 16. Jahrhundert errichtet.
Noch weiter nordöstlich befindet sich das Schloss Grand-Vivy auf einem schmalen Vorsprung zwischen dem Schiffenensee und einem linken Seitenbach. Auch hier stand seit dem Mittelalter eine Burg, die jedoch 1616 durch das heutige spätgotische Schloss mit einem halbkreisförmigen Treppenturm und einem weiteren Turmbau ersetzt wurde. Die daneben stehende Schlosskapelle stammt aus dem 19. Jahrhundert.

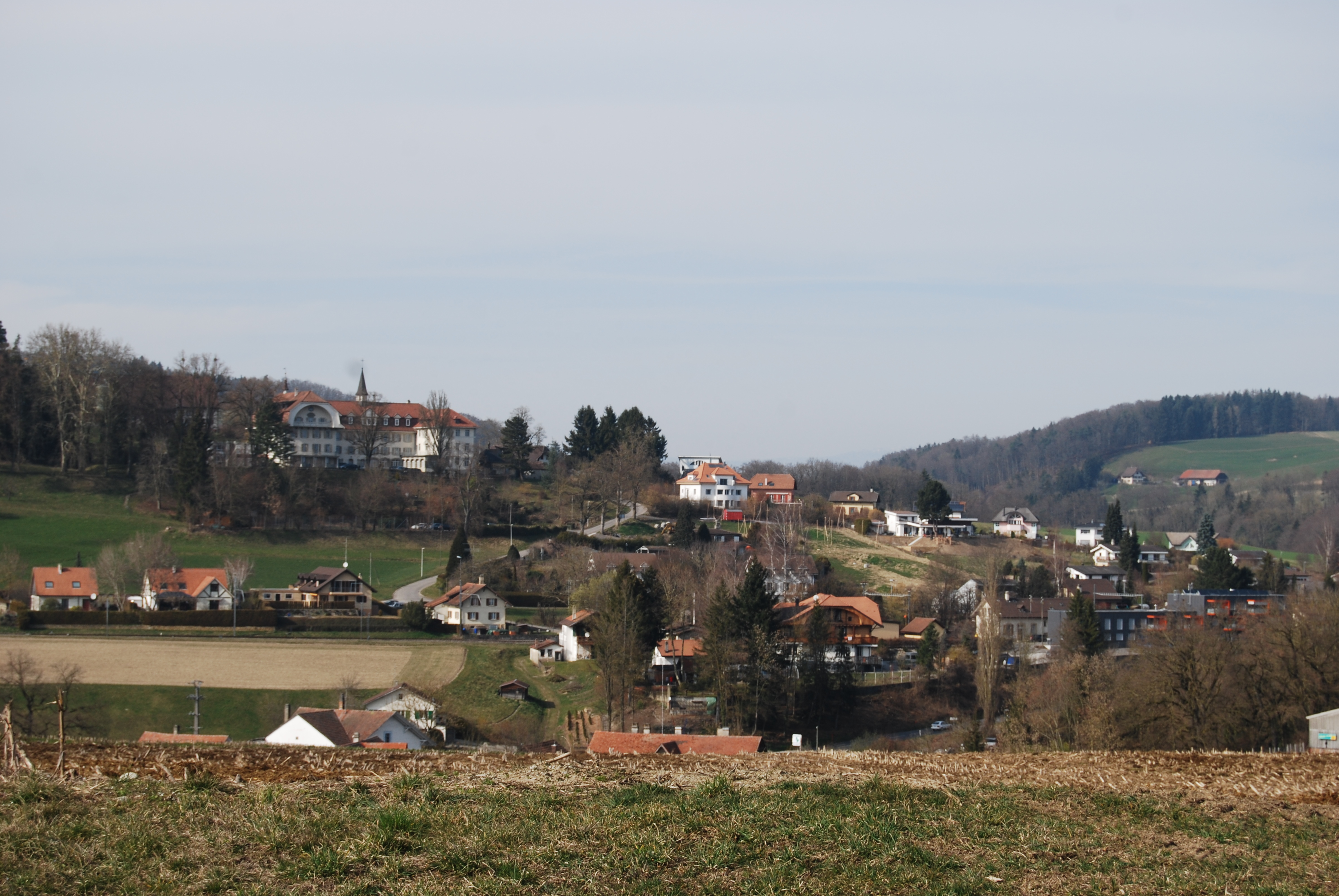
Pensier, Gemeinde Barberêche
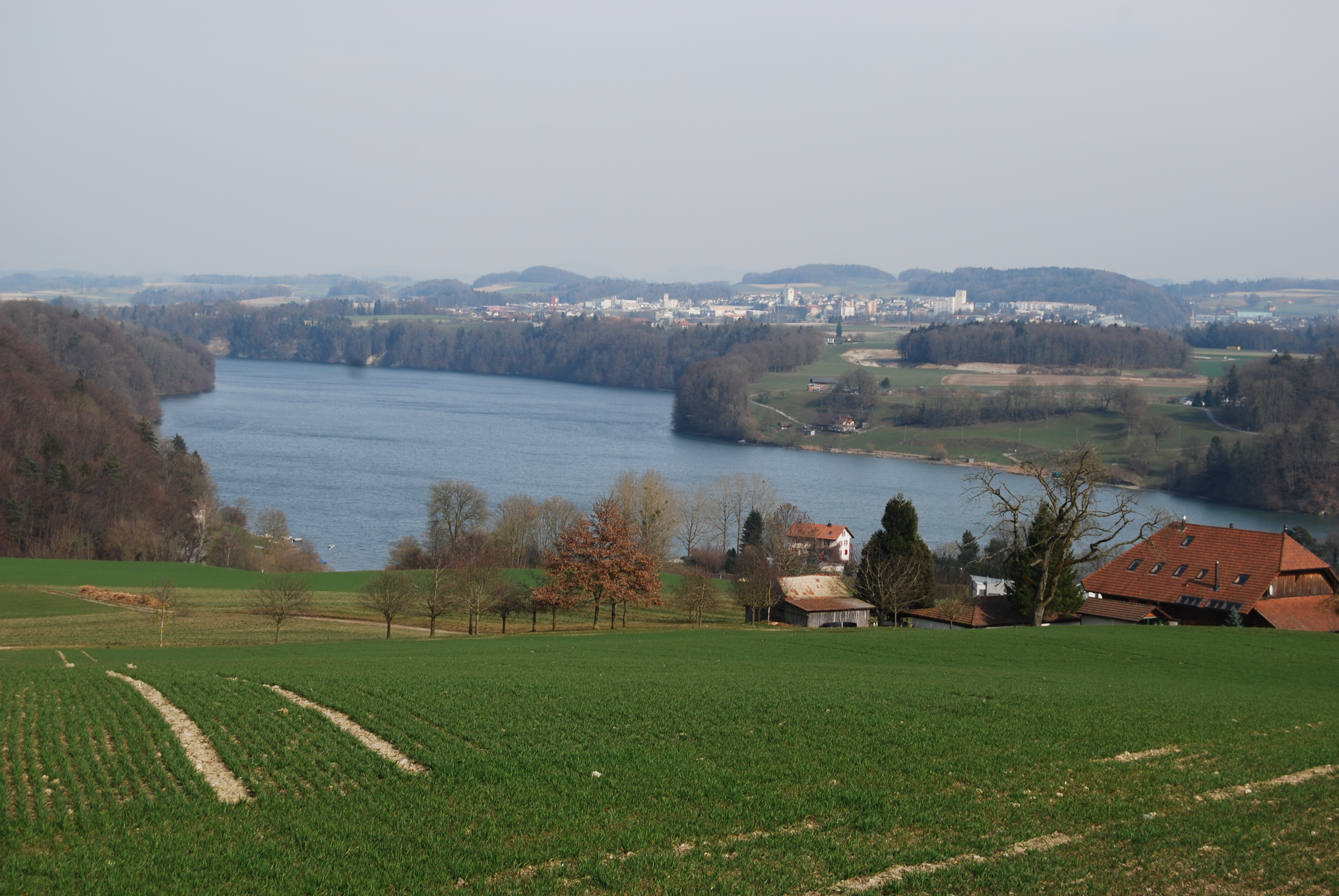
Der Schiffenensee bei Pensier
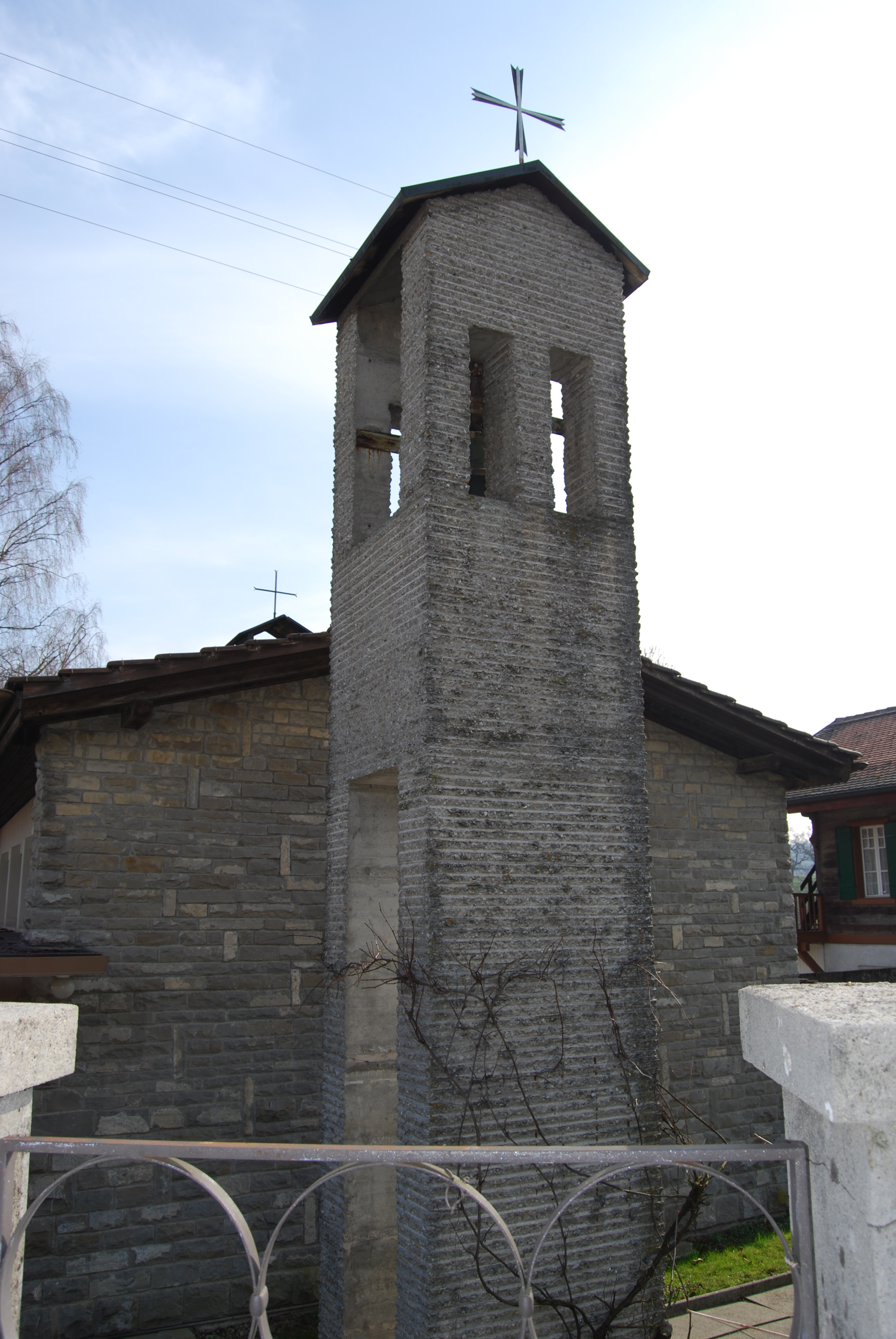
Kapelle St. Antoine in Pensier
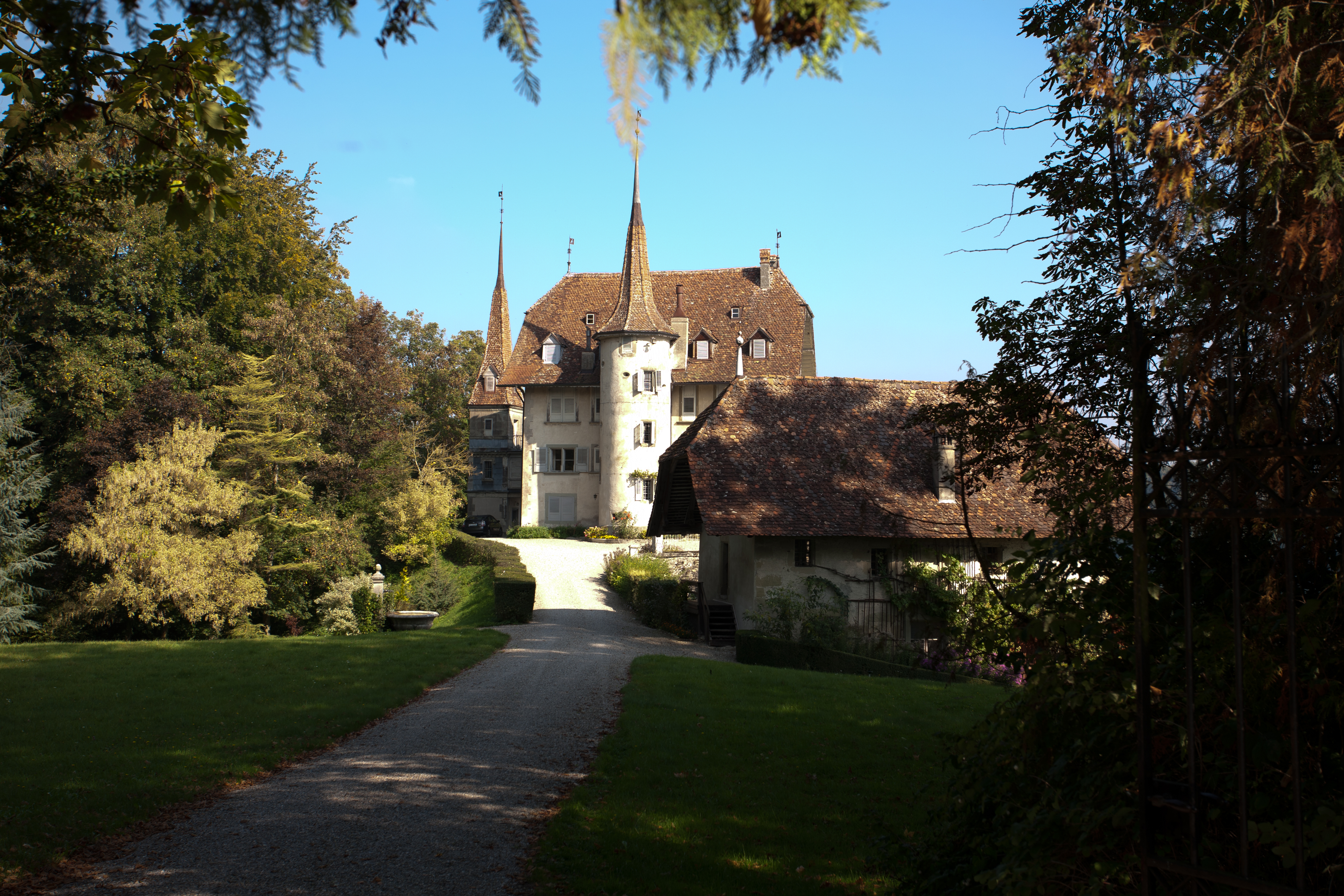
Schloss Grand-Vivy
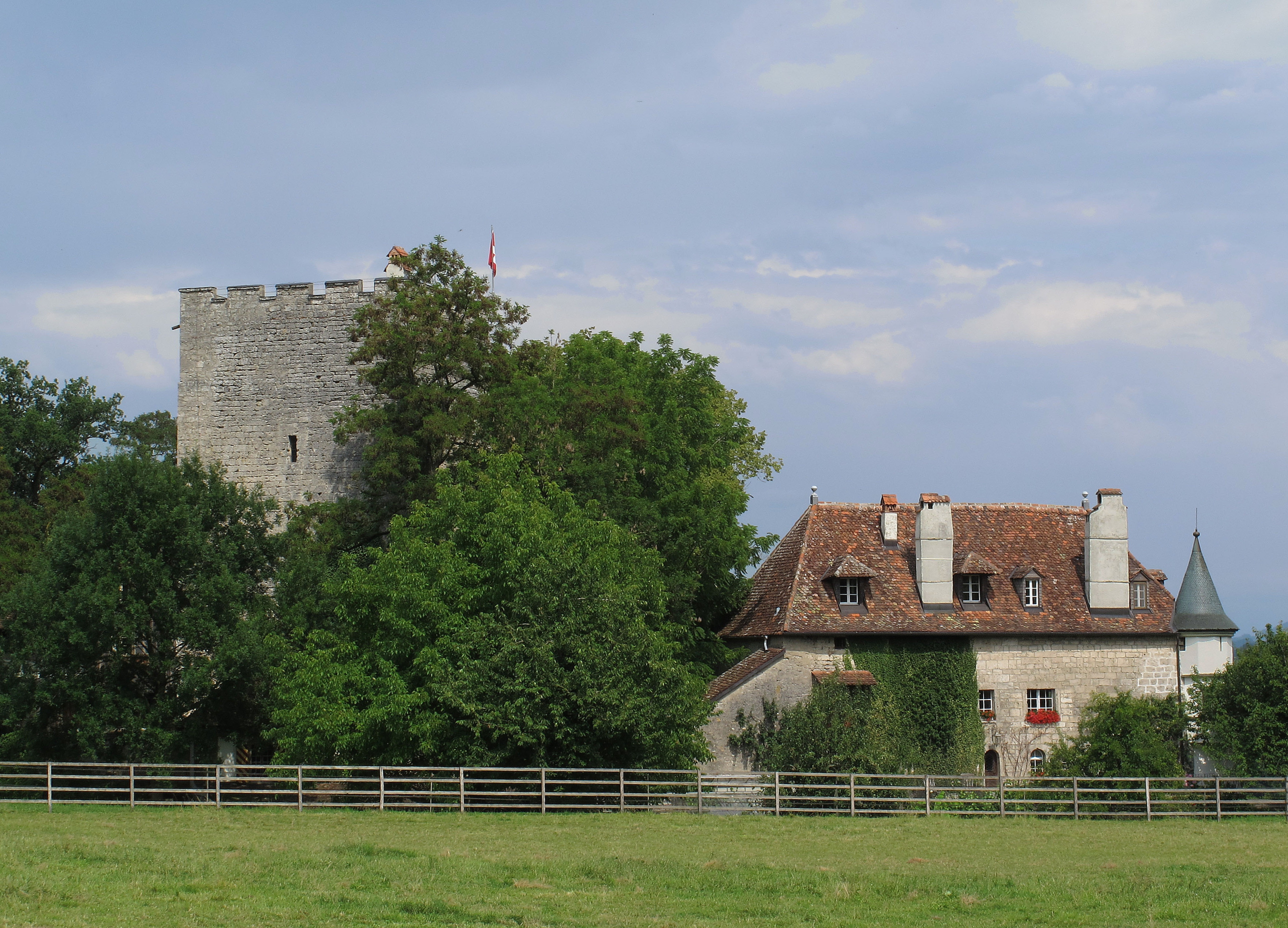
Schloss Petit-Vivy

## Persönlichkeiten
Joseph Deiss, Politiker, Bundesrat und 2010/11 Präsident der UNO-Generalversammlung. Ehemaliger Gemeindepräsident von Barberêche.